# Fiatal Reformátusok Szövetsége
A Fiatal Reformátusok Szövetsége (Firesz) a Szlovákiai Református Keresztyén Egyház hivatalos ifjúsági szervezete. Több, mint 20 évvel ezelőtt, 1992. november 14-én alakult meg Losoncon, azóta pedig folyamatosan végzi munkáját a szlovákiai magyar ajkú fiatalok és gyermekek között. Legfontosabb feladatának a Jézus Krisztusról szóló evangélium hirdetését tartja a fiatalok között.

## Tevékenysége
A Firesz folyamatosan együttműködik a határon belül és kívül működő keresztyén ifjúsági szervezetekkel is (például az IKE-vel, a KRISZ-szel, Magyarországi Református Egyház Zsinati Ifjúsági Irodájával), valamint a Szlovákiai Magyar Cserkészszövetséggel.
Szervezetileg két nagyobb egységre osztható, nyugaton a Firesz – Duna Mente, keleten pedig a Firesz – FIX tevékenykedik. Helyi, területi és országos szinten is bekapcsolódik a református egyház missziói munkájába. Az alkalmaik változatosságát mutatja, hogy többek között evangelizációkat, ifjúsági- és gyermeknapokat, táborokat és egyéb rendezvényeket szerveznek az egész év folyamán.
A két nagyobb egységen túl fontos szerepet kap a tizenéves, vagy annál fiatalabbakkal való munkában a Fireszke munkacsoport. A Firesz egy további munkacsoportja pedig a Cantate Domino kórus, ami rendszeresen szervez kórushétvégéket, amikor a kórus gyülekezeti istentiszteleteken szolgál.
Minden páros évben jelentős alkalom a többnapos országos ifjúsági találkozó, az úgynevezett ÉlesztŐ.
A Firesz – Duna Mente önkéntesei a 2015-ös esztendőben az ifjúsági bibliaórák, ificsoportok létrejöttét, megerősödését szeretnék elősegíteni azzal a segédanyaggal mely az ifivezetők számára nyújt kidolgozott témákat a heti–kétheti rendszerességgel tartandó ifiórák vezetéséhez.

## Eddigi elnökei
- Palágyi Péter
- Géresi Róbert
- Molnár Árpád

## Firesz központok
- Csécs
- Kassa